# Eiskeil

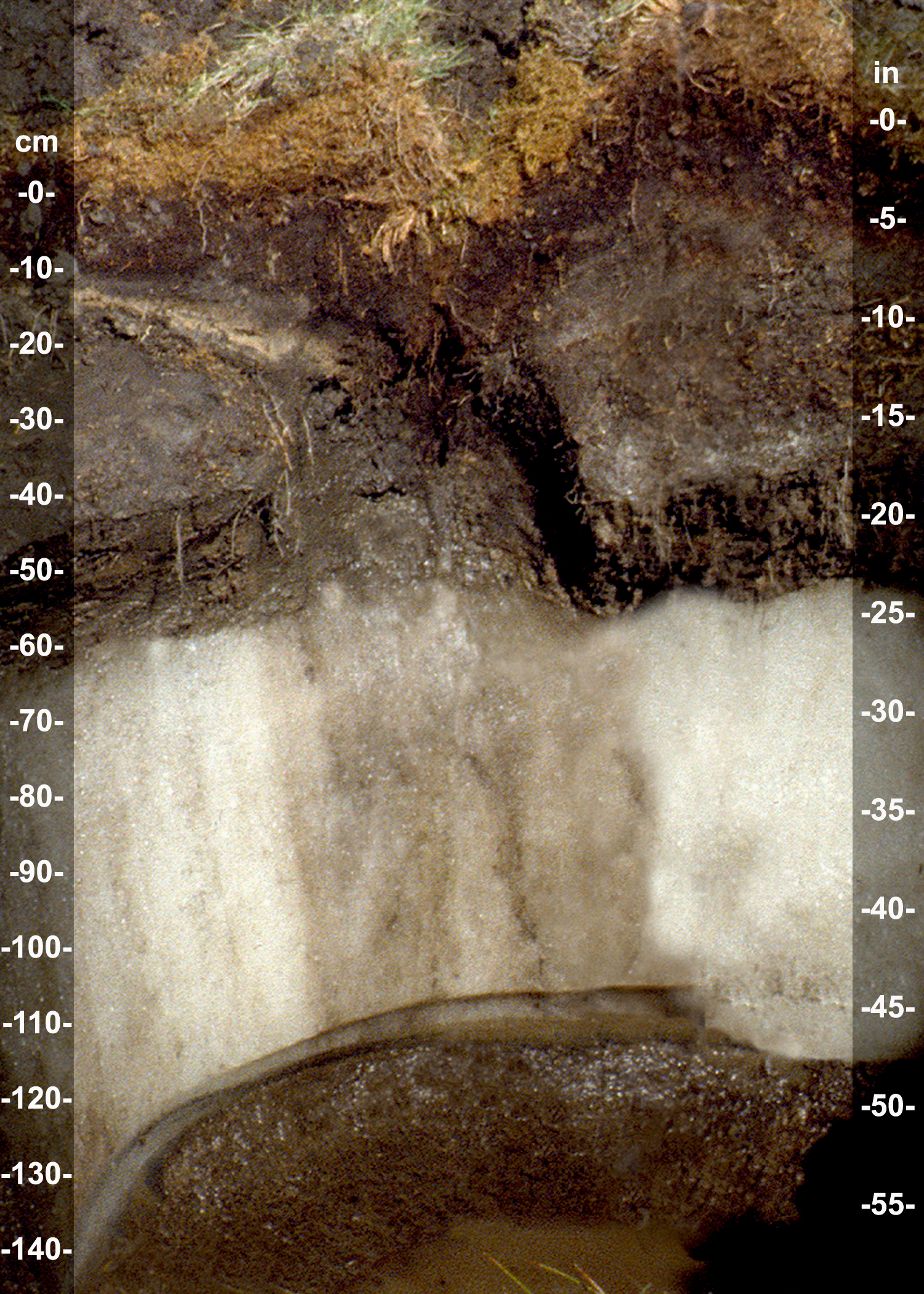
Eiskeil im Anschnitt in der arktischen Tundra Alaskas

Als Eiskeile (auch Frostkeile) werden sich im Permafrostboden bildende vertikale (senkrechte) Spalten bezeichnet, die vorwiegend mit Eis gefüllt sind. Diese entstehen durch thermische Kontraktion: bei tiefen Wintertemperaturen zieht sich der Boden zusammen und reißt an verschiedenen Stellen auf. In den Spalten kann sich Raureif bilden, zudem kann Schnee sowie sonstiges Material eindringen. Im Frühjahr können sich die noch offenen Spalten zusätzlich mit Schmelzwasser der auftauenden oberflächennahen Schichten füllen, das im kalten, tieferen Boden gefriert. In den wärmeren Sommermonaten schließen sich die Spalten wieder. Durch zyklische Wiederholung dieses Vorgangs vergrößern sich die V-förmigen Keile. Die Breite der Eiskeile kann weniger als 10 Zentimeter und mehr als drei Meter betragen. Typischerweise reichen sie in eine Tiefe von ein bis zehn Metern, es können aber auch bis zu 25 Meter sein. Die Spalten müssen sich nicht notwendigerweise mit Eis füllen, manchmal ist es eine Mischform aus Eis und Schutt, manchmal auch nur Sand. Letztere werden auch als „Sandkeile“ bezeichnet.

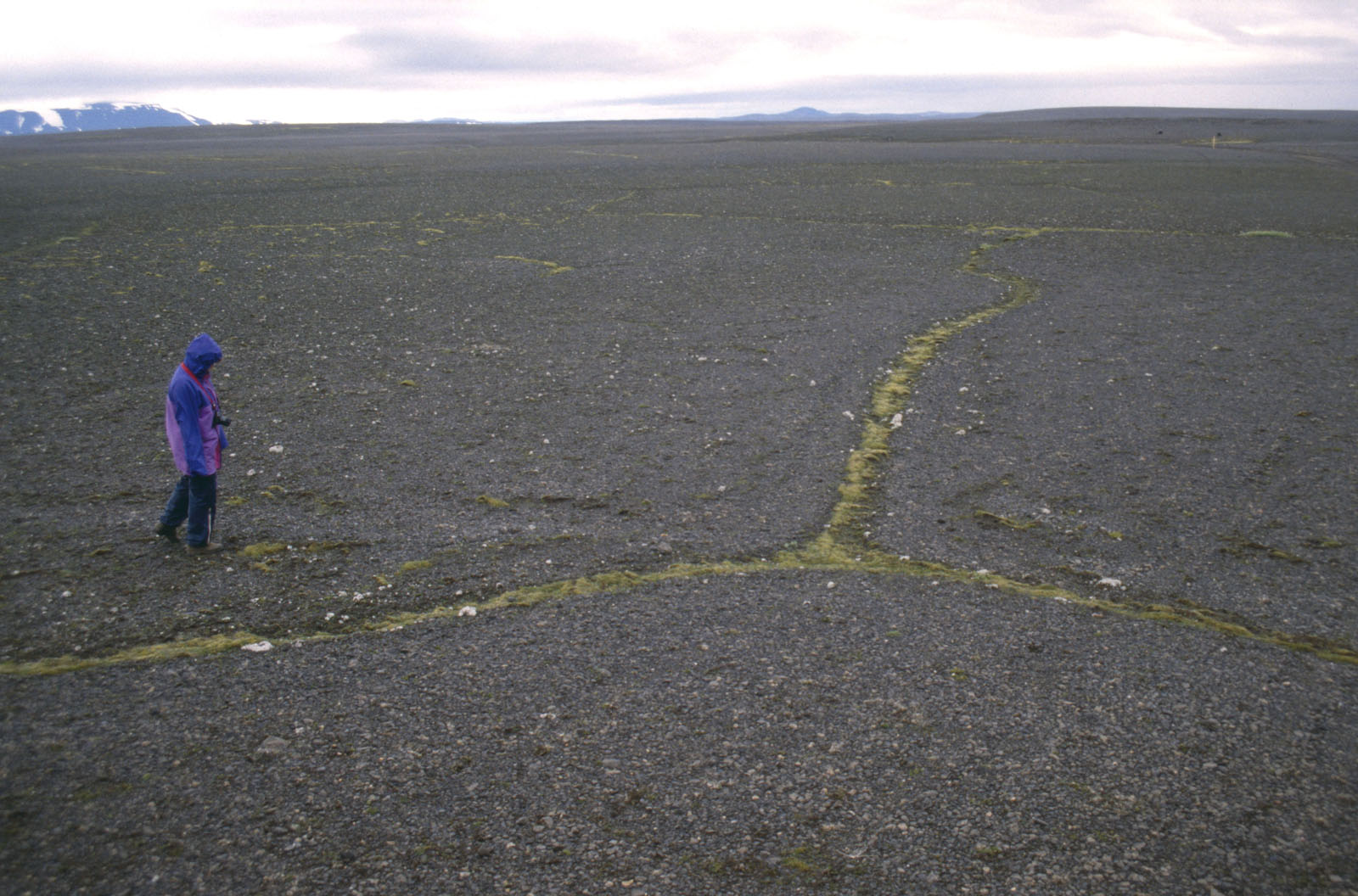
Eiskeile im Sprengisandur, Island

An der Oberfläche ergibt sich in der Regel ein netzartiges Muster, die sogenannten Eiskeilpolygone, eine spezielle Form eines Frostmusterbodens. Die Zelldurchmesser dieser Polygone liegt typischerweise zwischen 10 und 40 Metern; es gibt auch kleinere mit nur einem bis drei Metern Durchmesser und größere mit Durchmessern bis zu 150 Metern. In der Ebene bilden sich vorwiegend drei- bis sechseckige Formen. Solche Muster finden sich nicht nur auf der Erde, sondern auch auf der Marsoberfläche, wobei ähnliche Entstehungsprozesse vermutet werden.
Abhängig von der zeitlichen Abfolge der Entwicklungsprozesse von Boden und Eiskeilen werden drei verschiedene Typen unterschieden: Epigenetische Eiskeile entwickeln sich in einem bereits bestehenden, stabilen Permafrostboden, syngenetische dagegen gleichzeitig mit dem Boden, der durch Schwemmmaterial oder Ähnliches an Mächtigkeit gewinnt. Das Gegenstück zu letzterem sind anti-syngentische Eiskeile, die sich parallel zur Abtragung des Bodens entwickeln. Eiskeile können aktiv sein und sich weiterhin entwickeln, oder inaktiv, falls unter den aktuellen klimatischen oder sonstigen Bedingungen keine Weiterentwicklung mehr möglich ist. Wenn das Eis ehemalig aktiver Eiskeile geschmolzen und durch anderes Material ersetzt wurde, werden diese als Eiskeilmetamorphosen bezeichnet.

## Form und Verbreitung

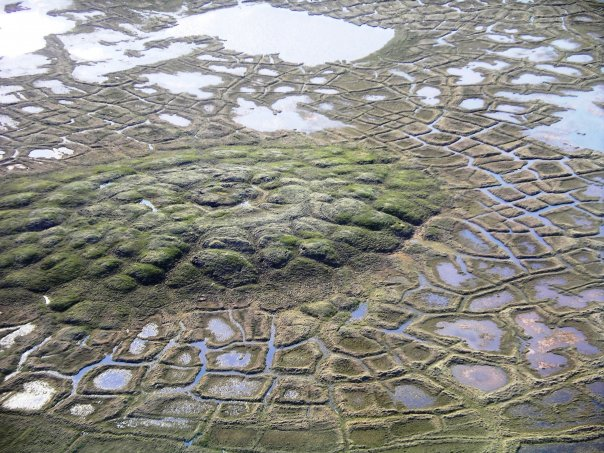
Eiskeilpolygone in der Umgebung eines Pingos bei Tuktoyaktuk, Kanada

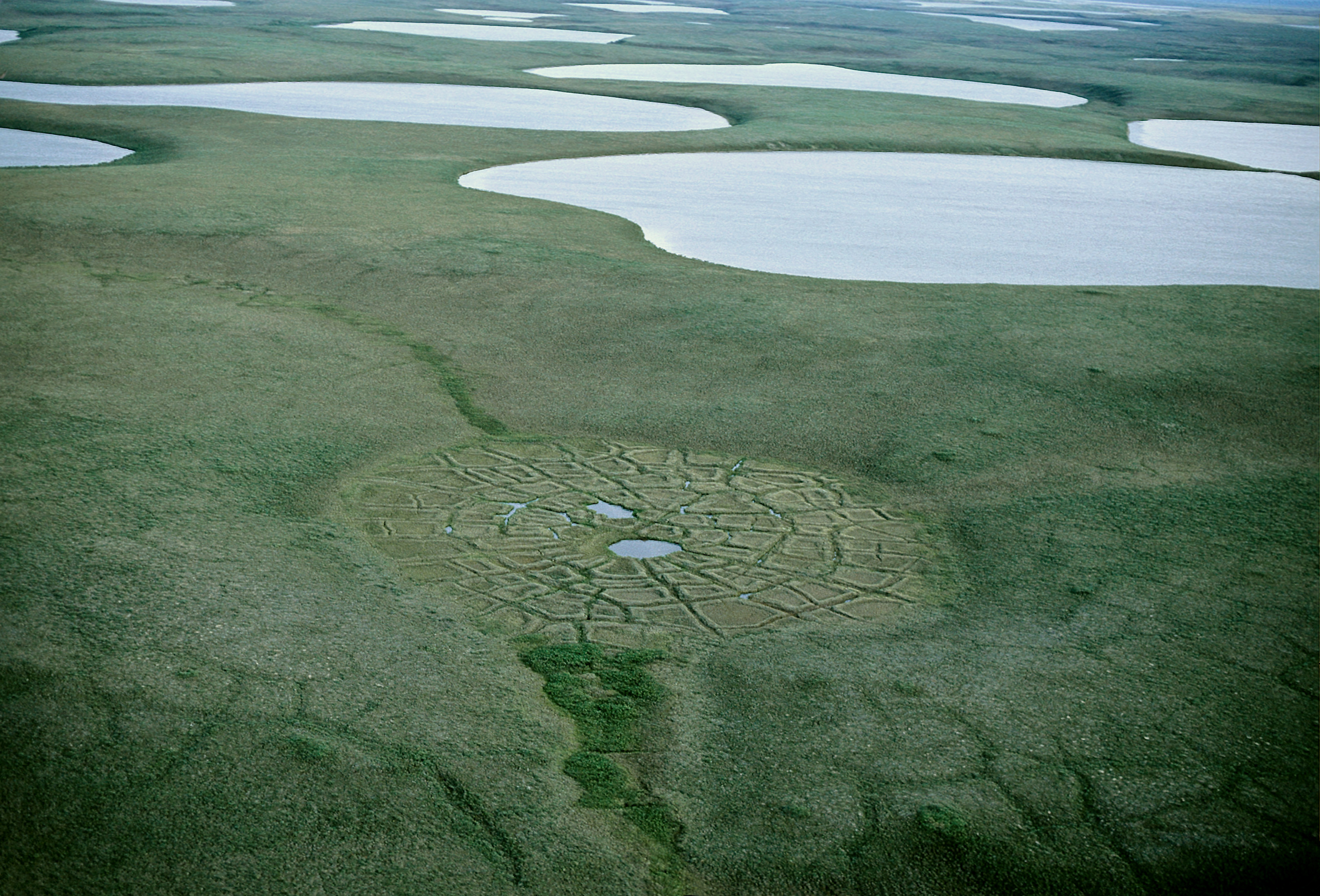
Eiskeilpolygone im Mackenziedelta

Eiskeile sind mit den auffallenden polygonalen Mustern eine der charakteristischsten Erscheinungsformen der periglazialen Landschaft. Nach Segregationseis und Poreneis bildet es dort den drittgrößten Volumenanteil des Bodeneises. Sie treten häufig in flachen Lockersedimentböden auf, können aber auch in felsigem Untergrund oder Hanglagen zu finden sein. Im Lockersediment liegt die Zellgröße der Polygone typischerweise zwischen 15 und 40 Metern, im felsigen Untergrund sind sie mit 5 bis 15 Metern Durchmesser kleiner. Besonders geeignet für die Bildung von Eiskeilpolygonen sind schlecht entwässerte Tundra-Tiefebenen mit Permafrostboden, wie im Norden Kanadas, in Alaska und im Nordsibirischen Tiefland. Auch an der grönländischen und antarktischen Küste sowie auf den arktischen Inseln und dem Hochland von Tibet kommen sie vor, sind dort aber aufgrund des trockenen Klimas nicht so verbreitet.
In den trockenen Gebieten der Antarktis und Grönlands sowie in Kältewüsten Nordkanadas  gibt es Formen, deren Spalten statt mit Eis mit Sand oder sonstigem Material gefüllt sind, die sogenannten „Sandkeile“. Dabei spielen starke Winde und die extreme Trockenheit eine bedeutende Rolle. Diese aktiven Formen sind von den inaktiven Eiskeilmetamorphosen zu unterscheiden, bei denen der Sand das abschmelzende Eis ersetzt hat. Es gibt auch Formen, bei denen das Füllmaterial aus einer Mischung aus Eis und sonstigem Material besteht.
Die Antarktischen Trockentäler stellen ein interessantes Gebiet zur Erforschung dar Eiskeilpolygone dar: Zum einen, weil es dort, was das Füllmaterial anbelangt, in den verschiedenen Mikroklimazonen alle Typen gibt. Zum anderen, weil die dortigen Bedingungen als die marsähnlichsten der Erde gelten. Dies ist insbesondere deshalb von Interesse, da es auf dem Mars entsprechende polygonale Muster gibt (siehe Polygonstrukturen auf dem Mars).

## Entstehung
Die heute allgemein akzeptierte Theorie, dass thermische Kontraktion die Ursache für die Bildung von Eiskeilen ist, wurde in den 1960er-Jahren von Arthur Lachenbruch wissenschaftlich ausgearbeitet, wobei dieser darauf hinweist, dass Ernest de Koven Leffingwell Anfang des 20. Jahrhunderts bereits diese Vermutung klar geäußert hat. Demnach besteht eine Analogie zur Entstehung der Trockenrisse in schlammigen Boden, die Ähnlichkeit der dabei entstehenden Polygonmuster ist also kein Zufall.

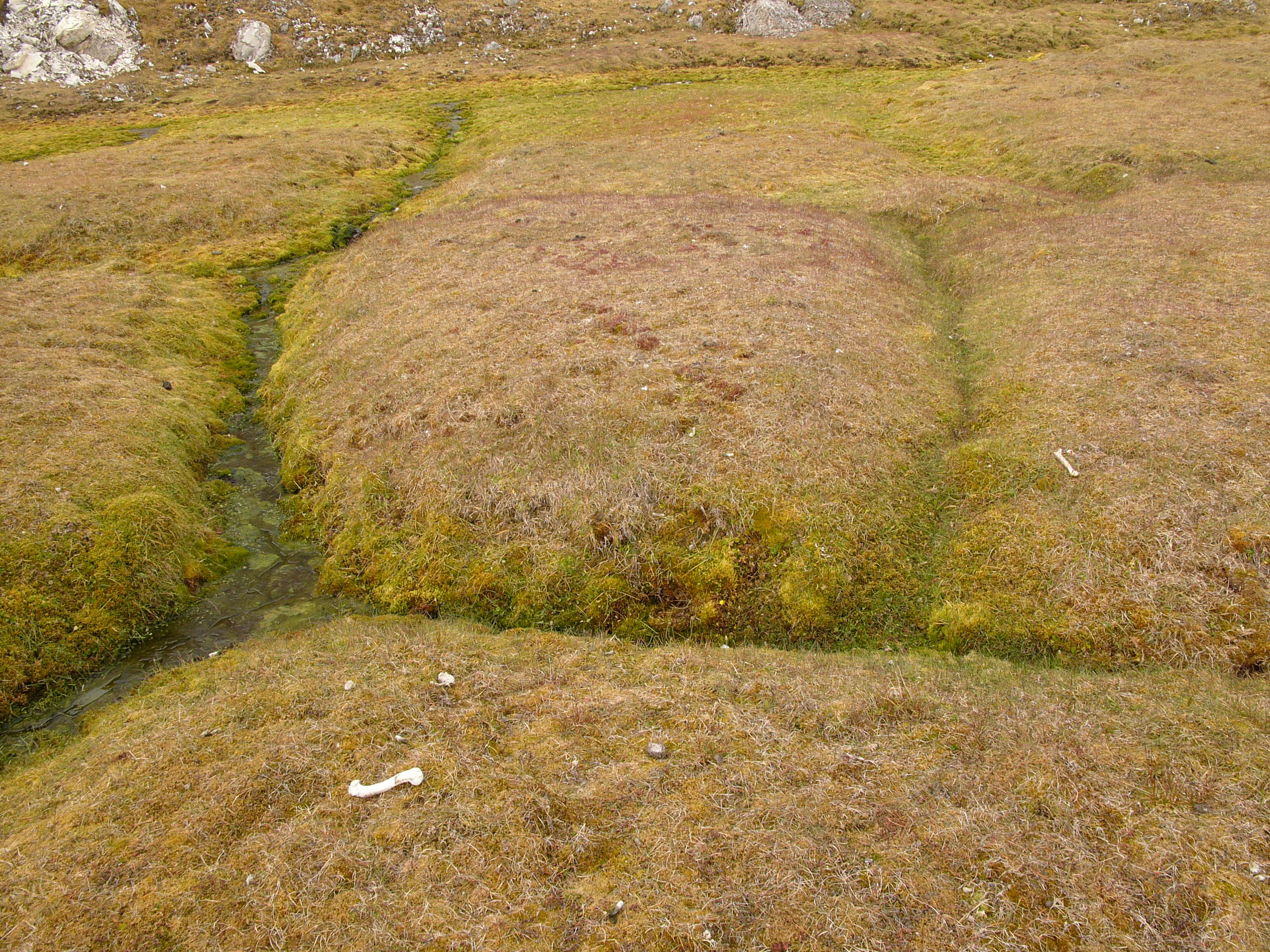
Eiskeilpolygone auf Spitzbergen

Wenn im Winter die Temperaturen fallen, „versuchen“ die sich abkühlenden oberen Bodenschichten sich zusammenzuziehen, werden aber von den tieferen, stabilen Schichten, bei denen kaum jährliche Temperaturschwankungen auftreten, in ihrer Position gehalten. Wenn die Spannung zu groß wird, entstehen keilförmige Risse an der Oberfläche. Zu beachten ist dabei, dass der Wärmeausdehnungskoeffizient von Eis fünf bis zehnmal so groß ist wie der der meisten Mineralien – der Eisanteil im gefrorenen Boden spielt also eine entscheidende Rolle. Die Spalten füllen sich mit Schnee und sonstigem Material. Im Frühling hindern die noch deutlich kälteren tieferen Bodenschichten die oberflächennahen Schichten sich wieder auszudehnen und so kann Schmelzwasser in die noch offenen Spalten eindringen und gefrieren. Das zusätzliche Material bewirkt die typische Aufwölbung des Bodens, wenn sich dieser in den Sommermonaten wieder ausdehnt und sich die Spalten schließen. Es wird vielfach behauptet, dass die etwa zehnprozentige Volumenzunahme des gefrierenden Wassers maßgeblich für diesen Prozess sei. Dieser Effekt ist aber eine Größenordnung kleiner als die Kontraktion und Expansion, durch die sich die Spalte vollständig öffnet und schließt – was nicht zuletzt auch dadurch ersichtlich wird, dass ausschließlich mit Sand gefüllte Spalten ähnliche Formen bilden.
Zunächst entstehen auf diese Weise senkrecht orientierte sogenannte „Eisvenen“. Dieser Vorgang wiederholt sich in den folgenden Wintern und da die vorwiegend aus Eis bestehende Füllung der ehemaligen Spalten weniger Zugspannung aushält als der gefrorene Boden, reißt dieser an denselben Stellen wieder auf. Letzteres ist jedoch nicht ganz selbstverständlich, wenn man den Auftauboden, die Schicht, die den ganzjährig gefrorenen Boden überlagert und die Eiskeile überdeckt, in die Betrachtung mit einbezieht. Zumindest bei den initialen Rissen ist davon auszugehen, dass diese an der Bodenoberfläche entstehen, da dort die Frosteinwirkung am größten ist. In den Folgejahren kann dies jedoch kaum so ablaufen, denn es gäbe keine Erklärung, wie die an der Oberfläche entstehenden Risse die im darunter liegenden Permafrostbereich befindlichen ehemaligen Spalten „finden“ könnten. Deshalb unterstellt man, dass in den Folgejahren der Riss an der Obergrenze des Permafrostbereichs initiiert wird, obwohl dieser geringeren Temperaturschwankungen ausgesetzt ist als die Oberfläche. Ein weiterer gegen die alljährlich gleiche Rissbildung sprechender Effekt ist, dass sich über den Rissen häufig Furchen bilden, die im Winter durch eine isolierende Schneeschicht gefüllt werden. Die geringere Reißfestigkeit des Eises gegenüber dem gefrorenen Boden scheint diese „Nachteile“ jedoch überzukompensieren.
Mittels numerischer Modelle lässt sich nachvollziehen, dass die Eiskeile polygonartige Muster bilden, deren Form und Größe hauptsächlich von der Bodenbeschaffenheit und den Temperaturunterschieden abhängt. Entscheidender als die mittleren Temperaturen sind dabei allerdings unregelmäßig auftretende rapide Temperaturstürze. Dies erschwert es, aus der Form und Größe der Muster Rückschlüsse auf die vergangene Klimaentwicklung zu ziehen.

## Klassifizierung
Eiskeile können auf verschiedene Weise klassifiziert werden. Zum einen sind aktive und inaktive zu unterscheiden. Auch kann man sie hinsichtlich ihres Füllmaterials unterscheiden, dieses kann pures Eis sein, aber auch eisiger Schlamm oder Sand. Eine weitere wichtige Unterscheidung differenziert danach, in welcher Relation das Wachstum des Bodenniveaus zu dem der Eiskeile steht. Hierbei werden folgende Typen unterschieden:
- Epigenetische Eiskeile bilden und entwickeln sich in einem bereits bestehenden Permafrostboden. Dieser ist typischerweise flach und es tritt kaum Erosion oder Sedimentation auf. Durch das wiederholte Aufbrechen und Auffüllen des Keils, wird dieser mit der Zeit breiter, jedoch kaum tiefer.
- Syngenetische Eiskeile wachsen mit dem sich durch Sedimentation anhebenden Permafrostboden mit. Sie bilden sich typischerweise in Überschwemmungsgebieten, unterhalb von Mooren oder unterhalb von Gelifluktionsablagerungen am Fuße eines Hangs. Syngenetische Eiskeile werden sowohl breiter als auch höher, was überwiegt hängt davon ab, in welcher Relation die Eiszuwachs- und Sedimenationsrate stehen.
- Antisyngenetische Eiskeile, das Gegenstück zu syngenetischen, bilden sich an Oberflächen, die starker Erosion ausgesetzt sind. Sie wachsen nach unten, der obere Teil taut ab, da sich entsprechend der Absenkung des Bodenniveaus auch der Beginn des Permafrostbereichs senkt. Das älteste Eis befindet sich somit oben, im Gegensatz zu syngenetischen Eiskeilen, bei denen der unterste Teil des Eiskeils der älteste ist.

## Inaktive Eiskeile

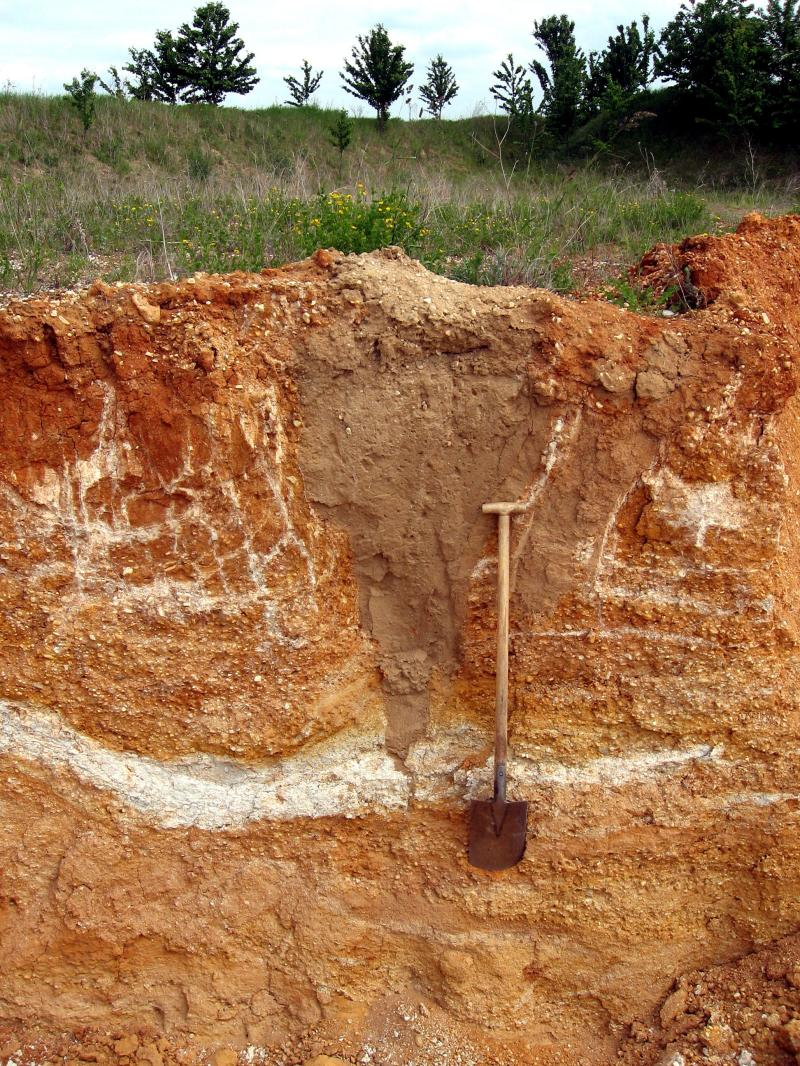
Eiskeilpseudomorphose in Rheinhessen, gefüllt mit Löss, Untergrund: miozäne Schotter (Dinotheriensande)

Eiskeile, die nicht mehr periodisch aufbrechen und sich auf diese Weise verändern, sind inaktiv. Diese können über Jahrhunderte unverändert bleiben. Taut der Permafrostboden auf, bilden sich zunächst Thermokarst-Strukturen, in dem durch die Eiskeilepolygone gebildeten Rinnensystem sammelt sich Wasser. Abhängig von der Fließgeschwindigkeit können die ursprüngliche Strukturen stark erodiert werden, auch die Bildung von Röhrensystemen innerhalb der Eiskeile kommt häufig vor.
Wird bei Eiskeilen das tauende Eis durch anderes Füllmaterial ersetzt, entstehen Eiskeilpseudomorphosen. Dieser Ersetzungsprozess kann durchaus schrittweise erfolgen. Bei ursprünglich mit anderem Material als Eis gefüllten Formen kann die ursprüngliche Füllung auch erhalten bleiben. In den mittleren Breiten wurden einige solcher Strukturen gefunden, sie sind ein Indiz für ehemaligen Permafrost. In manchen Fällen spiegeln sich die polygonalen Muster ehemaliger Eiskeile in der Vegetation wider, beispielsweise in Form von Bewuchsmerkmalen in Getreidefeldern. Aus der Luft sind normalerweise aber nur relativ junge Strukturen zu entdecken, da ältere durch Sedimente überdeckt sind. Auf diese Weise lässt sich in West- und Mitteleuropa auf einen etwa 200 bis 300 Kilometer breiten Streifen schließen, in dem lang andauernder Permafrost während des Pleistozän auftrat, in Nordamerika war diese Zone deutlich schmäler.

## Altersbestimmung und Klima
Die Bänderung gleichmäßig gewachsener Eiskeile erinnert an Jahresringe. Die im milchig-weißen Eis der Eiskeile eingeschlossenen Luftblasen legen nahe, dass mittels Isotopenanalyse Rückschlüsse auf frühere klimatische Bedingungen gezogen werden können. Allerdings sind bei der Nutzung von Eiskeilpolygonen als Klimaarchive einige Komplikationen zu beachten. Zunächst einmal muss bekannt sein, ob epigenetisches, syngenetisches oder anti-syngenetisches Wachstum vorliegt – es ist sogar möglich, dass dies innerhalb des betrachteten Zeitraums unterschiedlich ist. Es gibt weitere störende Effekte, beispielsweise können diapir-artige Auftriebskräfte zur Deformation und zum periodischen Abschmelzen des oberen Teils führen.

## Polygonstrukturen auf dem Mars

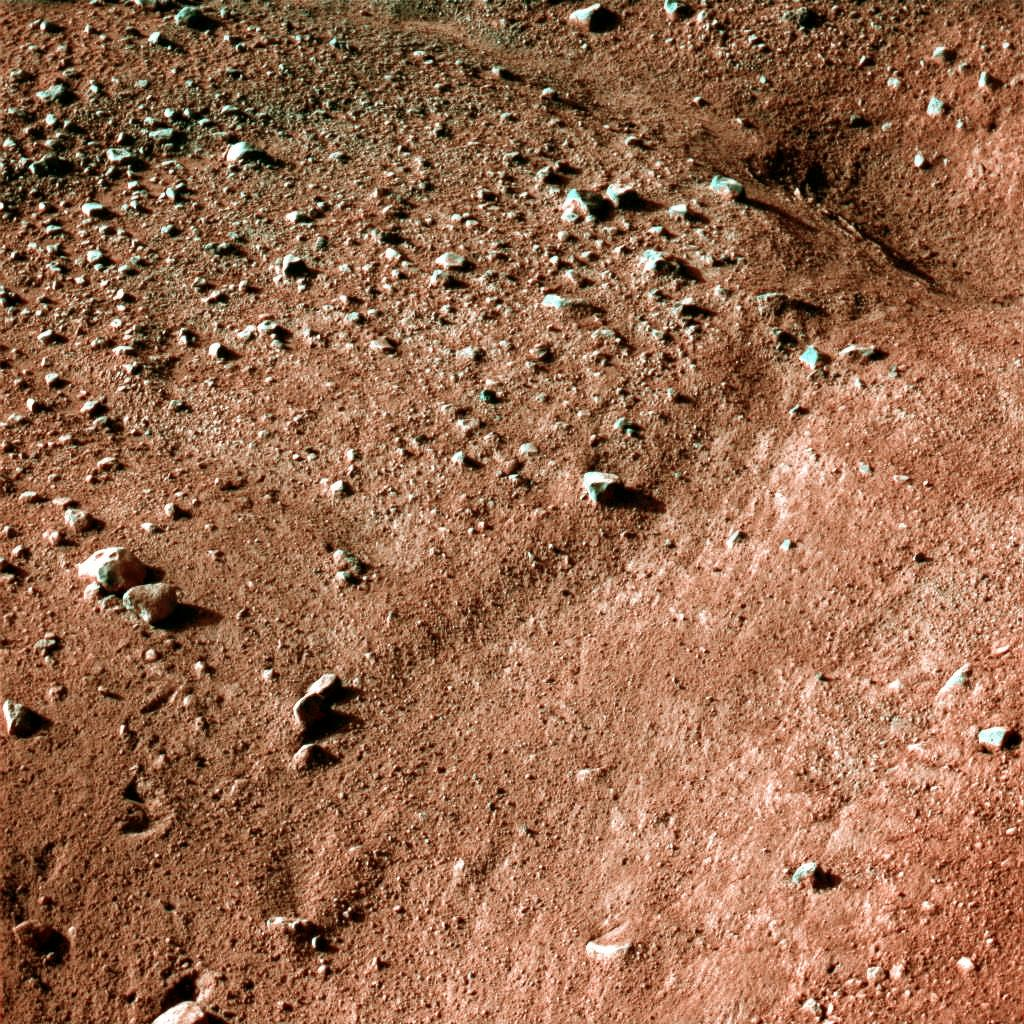
Polygonmuster auf dem Mars, aufgenommen nach der Landung von Phoenix

Mit den hochauflösenden Bildern des Mars Global Surveyor (MGS) und des Mars Reconnaissance Orbiters (MRO) sowie den Aufnahmen, die durch die Raumsonde Phoenix im Landegebiet nahe der nördlichen Polarregion gemacht wurden, gibt es überzeugende Bestätigungen für den Eiskeilen entsprechende Strukturen auf dem Mars. In diesen Gebieten wurde außerdem mittels Neutronenspektrometer Bodeneis festgestellt. Teilweise scheint es sich um Sandkeile zu handeln, teilweise besteht das Füllmaterial möglicherweise aus einer Mischung von Eis und sonstigem Material. Reine Eiskeile scheint es nicht zu geben.
Als besonders häufig gelten die „Sublimations-Polygone“, ein Subtyp eines Sandkeils, den es in den Antarktischen Trockentälern auch gibt. Diese können entstehen, wenn eine Schicht massiveren Eises – in der es zumindest überschüssiges Eis, sogenanntes excess ice, gibt – durch Sediment oder Schutt bedeckt ist. In den dort entstehenden Kontraktionsrissen liegt das massivere Eis relativ frei, ist bestenfalls durch groben Schutt bedeckt, was die Sublimation des Eises in den trockenen Gebieten begünstigt. Dies führt zur deutlichen Vertiefung der Spalten, die mit Sediment gedeckten Zwischenräume liegen deutlich höher und können rundlich geformt sein. In der Antarktis gibt es solche Polygone über Moränen mit Eiskern sowie schuttbedecktem Toteis oder Gletschern. Auf dem Mars gibt es auch Polygone, bei denen die Möglichkeit besteht, dass sie durch flüssiges Wasser geprägt wurden, ähnliche den Thermokarst-Prozessen auf der Erde.